# Giton (roman)
Pour le personnage type, voir Giton.
Giton est le cinquième roman de Christophe Donner, publié aux éditions du Seuil en 1990.
L'auteur fait ici le récit d'une folle passion avec Giton, jeune homme rencontré au Jardin du Luxembourg.

## L'histoire
On retrouve ici Sylvain, le personnage apparu dans Trois minutes de soleil en plus et Le Chagrin d'un tigre. Devenu adulte, il est artiste, réalise des sculptures et des dessins. Il rencontre Giton par hasard, sortant des "pissotières du Luxembourg tel un faon". Ils vivent ensemble une folle passion. Mais très vite Sylvain est rattrapé par le serpent de la jalousie et de la peur de la perte de l'autre.

## Les personnages
- Sylvain : homme d'une trentaine d'années, il est artiste et partage sa vie entre Paris et sa ferme de la Sarthe, où il crée ses œuvres.
- Giton : jeune homme sans complexe ni tabou.